# Gehobene Methoden der Prozessführung
Als gehobene Methoden der Prozessführung (englisch Advanced Process Control, APC) wird in der Steuerungstheorie eine Vielzahl von Techniken bezeichnet, die in industriellen Prozesssteuerungssystemen eingesetzt werden. APC-Methoden werden in der Regel optional und zusätzlich zu den grundlegenden Prozesssteuerungen eingesetzt. Grundlegende Prozesssteuerungen werden zusammen mit dem Prozess selbst entwickelt und gebaut, um grundlegende Betriebs-, Steuerungs- und Automatisierungsanforderungen zu erfüllen. Gehobene Methoden der Prozessführung werden in der Regel nachträglich hinzugefügt, oft im Laufe vieler Jahre, um bestimmte Leistungs- oder wirtschaftliche Verbesserungsmöglichkeiten im Prozess zu nutzen.
Die (grundlegende und gehobene) Prozesssteuerung bezieht sich normalerweise auf die Fertigungsindustrien, zu denen die Chemie, die Petrochemie, die Öl- und Mineralienraffination, die Lebensmittelverarbeitung, die Pharmazie, die Energieerzeugung usw. gehören. Diese Industrien zeichnen sich durch kontinuierliche Prozesse und die Verarbeitung von Flüssigkeiten aus, im Gegensatz zur Herstellung diskreter Teile, wie z. B. in der Automobil- und Elektroindustrie. Der Begriff Prozessautomatisierung ist im Wesentlichen ein Synonym für Prozesssteuerung.
Prozesssteuerungen (sowohl grundlegende als auch gehobene) werden im Prozessleitsystem implementiert, was ein verteiltes Steuerungssystem (DCS), eine speicherprogrammierbare Steuerung (SPS) und/oder einen übergeordneten Steuerungscomputer bedeuten kann. DCS und PLCs sind in der Regel industriell ausgereift und fehlertolerant. Überwachungscomputer sind oft nicht ausgereift oder fehlertolerant, aber sie bringen ein höheres Maß an Rechenleistung in das Steuersystem ein, um wertvolle, aber nicht kritische, fortgeschrittene Steueranwendungen zu ermöglichen. Gehobene Steuerungen können je nach Anwendung entweder im DCS oder im Überwachungsrechner untergebracht werden. Grundlegende Steuerungen befinden sich im DCS und seinen Subsystemen, einschließlich der PLCs.

## Arten der gehobenen Methoden der Prozessführung
Nachfolgend eine Liste bekannter Arten der gehobenen Methoden der Prozessführung:
- Der englischsprachige Begriff Advanced Regulatory Control (ARC, dt. 'erweiterte Regelungsstrukturen') bezieht sich auf mehrere bewährte fortschrittliche Steuerungstechniken wie Ablösende Regelung (engl. override control) oder adaptive Verstärkung (aber in allen Fällen „Regulierung oder Rückführung“). ARC ist auch ein Sammelbegriff für alle kundenspezifischen oder nicht einfachen Techniken, die in keine andere Kategorie fallen. ARCs werden in der Regel mit Hilfe von Funktionsblöcken oder benutzerdefinierten Programmierfunktionen auf der DCS-Ebene implementiert. In einigen Fällen sind ARCs auf der Ebene des übergeordneten Steuerrechners angesiedelt.
- gehobene Methoden der Prozessführung (englisch Advanced Process Control, APC) bezieht sich auf mehrere bewährte gehobene Steuerungstechniken wie Vorwärtssteuerung, Entkopplung und Folgerungssteuerung. APC kann auch die unten beschriebene modellprädiktive Steuerung umfassen. APC wird in der Regel mit Hilfe von Funktionsblöcken oder benutzerdefinierten Programmierfunktionen auf der DCS-Ebene implementiert. In einigen Fällen ist die APC auf der Ebene des übergeordneten Steuerrechners angesiedelt.
- Multivariable modellprädiktive Regelung (Model Predictive Control, MPC) ist eine weit verbreitete Technik, die in der Regel auf einem übergeordneten Steuerungscomputer eingesetzt wird und wichtige unabhängige und abhängige Prozessvariablen sowie die dynamischen Beziehungen (Modelle) zwischen ihnen identifiziert. Dabei handelt es sich häufig um Matrixmathematik basierende Steuerungs- und Optimierungsalgorithmen zur gleichzeitigen Steuerung mehrerer Variablen verwendet. Eine Anforderung der MPC ist, dass die Modelle über den gesamten Betriebsbereich des Reglers linear sein müssen. MPC ist ein wichtiger Bestandteil von APC, seit Überwachungscomputer in den 1980er Jahren die notwendigen Rechenkapazitäten für Steuerungssysteme bereitstellten.
- Nichtlineare MPC sind ähnlich wie multivariable MPC, da sie dynamische Modelle und eine auf Matrixmathematik basierende Steuerung beinhaltet, jedoch ohne die Anforderung der Modelllinearität. Die nichtlineare MPC ist in der Lage, Prozesse mit Modellen zu steuern, die unterschiedliche Prozessverstärkungen und Dynamiken (d. h. Totzeiten und Verzögerungszeiten) aufweisen.
- Das Konzept der Inferenzmessungen besteht darin, eine Merkmale aus leicht verfügbaren Prozessmessungen wie Temperatur und Druck zu berechnen, deren direkte Messung in Echtzeit zu kostspielig oder zeitaufwändig wäre. Die Genauigkeit der Ableitung kann in regelmäßigen Abständen durch Laboranalysen überprüft werden. Ableitungen können anstelle von Online-Analysatoren eingesetzt werden, sei es zur Information des Bedieners, zur Kaskadierung mit Prozessreglern der Basisschicht oder für multivariable Regler-CVs.
- Sequentielle Steuerung bezieht sich auf diskontinuierliche zeit- und ereignisbasierte Automatisierungssequenzen, die innerhalb kontinuierlicher Prozesse auftreten. Diese können als eine Sammlung von Zeit- und Logikfunktionsblöcken, als benutzerdefinierter Algorithmus oder unter Verwendung einer formalisierten Sequenzfunktionsplan-Methodik implementiert werden.
- Intelligente Steuerung ist eine Klasse von Steuerungstechniken, die verschiedene Ansätze der künstlichen Intelligenz wie neuronale Netze, bayessche Wahrscheinlichkeitsrechnung, Fuzzy-Logik, maschinelles Lernen, evolutionäre Berechnungen und genetische Algorithmen nutzen.

## Verwandte Methoden
Die folgenden Techniken und Methoden sind mit APC verwandt und können in manchen Kontexten als Teil von APC betrachtet werden, sind aber in der Regel eigenständig (siehe entsprechende Hauptartikel).
- Die statistische Prozesslenkung (statistical process control, SPC) ist trotz ihres Namens in der diskreten Teilefertigung und in der Chargenprozesskontrolle viel häufiger anzutreffen als in der kontinuierlichen Prozesskontrolle. In der SPC bezieht sich der Begriff „Prozess“ auf den Arbeits- und Qualitätskontrollprozess und nicht auf die kontinuierliche Prozesskontrolle.
- Die Chargenprozesssteuerung (batch process control, siehe ANSI/ISA-88) wird bei nicht-kontinuierlichen Chargenprozessen eingesetzt, z. B. bei vielen Arzneimitteln, Chemikalien und Lebensmitteln.
- Bei der simulationsgestützten Optimierung werden dynamische oder stationäre computergestützte Prozesssimulationsmodelle eingesetzt, um optimale Betriebsziele in Echtzeit zu ermitteln, d. h. in regelmäßigen Abständen von stündlich bis täglich. Dies wird manchmal als Teil der APC angesehen, ist aber in der Praxis noch eine neue Technologie und wird häufiger als Teil der MPO betrachtet.
- Die Fertigungsplanung und -optimierung (Manufacturing planning and optimization, MPO) bezieht sich auf laufende Geschäftsaktivitäten, um optimale Betriebsziele zu erreichen, die dann in der Betriebsorganisation umgesetzt werden, entweder manuell oder in einigen Fällen automatisch an das Prozessleitsystem übermittelt.
- Ein sicherheitsgerichtetes System ist ein vom Prozessleitsystem physisch und administrativ unabhängiges System, dessen Zweck es ist, die grundlegende Sicherheit des Prozesses zu gewährleisten.

## APC-Unternehmen und -Fachkräfte
Diejenigen, die für den Entwurf, die Implementierung und die Wartung von APC-Anwendungen verantwortlich sind, werden häufig als APC-Ingenieure oder Control Application Engineers bezeichnet. Ihre Ausbildung hängt in der Regel vom jeweiligen Fachgebiet ab. In der Prozessindustrie zum Beispiel haben viele APC-Ingenieure einen verfahrenstechnischen Hintergrund und verfügen über Fachwissen in den Bereichen Prozesssteuerung und chemische Verarbeitung.
Die meisten großen Betriebsanlagen, wie z. B. Ölraffinerien, beschäftigen eine Reihe von Spezialisten und Fachleuten für Leitsysteme, die sich mit der Instrumentierung vor Ort, dem Regelungssystem (DCS und PLC), der fortgeschrittenen Prozesssteuerung sowie dem Leitsystemnetzwerk und der Sicherheit befassen. Je nach Größe der Anlage und den Umständen kann dieses Personal für mehrere Bereiche zuständig sein oder sich auf einen bestimmten Bereich konzentrieren. Es gibt auch viele Prozesssteuerungsdienstleister, die für Unterstützung und Dienstleistungen in jedem Bereich beauftragt werden können.

## Künstliche Intelligenz und Prozesskontrolle
Der Einsatz von künstlicher Intelligenz, maschinellem Lernen und Deep Learning in der Prozesssteuerung wird ebenfalls als gehobener Prozesssteuerungsansatz betrachtet, bei dem „Intelligenz“ zur weiteren Optimierung von Betriebsparametern eingesetzt wird.
Betriebsabläufe und Logik in Prozesssteuerungssystemen in der Öl- und Gasindustrie basieren seit Jahrzehnten ausschließlich auf physikalischen Gleichungen, die die Parameter zusammen mit den Interaktionen der Bediener auf der Grundlage von Erfahrungen und Betriebshandbüchern vorgeben. Algorithmen der künstlichen Intelligenz und des maschinellen Lernens können die dynamischen Betriebsbedingungen untersuchen, sie analysieren und optimierte Parameter vorschlagen, die entweder direkt die logischen Parameter abstimmen oder den Bedienern Vorschläge unterbreiten können. Eingriffe durch solche intelligenten Modelle führen zu einer Optimierung von Kosten, Produktion und Sicherheit.